# Slatina v Rožni dolini
Slátina v Róžni dolíni je naselje ob severnem delu Celja.

## Prebivalstvo
Etnična sestava 1991:
- Slovenci: 126 (98,4 %)
- Jugoslovani: 1
- Madžari: 1